# 박길수
박길수(1966년 ~ )는 대한민국의 배우이다. 1991년 연극배우 첫 데뷔하였고 1992년 뮤지컬 배우 데뷔하였으며 1년 후 1993년 영화 《서편제》의 단역으로 영화배우 데뷔하였다.

## 출연작

### 연극
- 1991년 《붉은 산》

### 뮤지컬
- 1992년 《아가씨와 건달들》

### 영화
- 1993년 《서편제》 - 한량 역
- 1994년 《세상 밖으로》
- 1994년 《구미호》
- 1994년 《태백산맥》
- 1995년 《천재 선언》 - 육덕 역
- 1997년 《넘버 3》 - 염쟁이 역
- 1997년 《나쁜 영화》 - 대학로 행려 역
- 1998년 《토요일 오후 2시》 - 장물아비 역
- 1999년 《인정사정 볼 것 없다》
- 1999년 《유령》 - 841 역
- 1999년 《송어》 - 엽사 역
- 2000년 《박하사탕》 - 남자 7 역
- 2000년 《종합병원 The Movie 천일동안》 - 휠체어 환자 역
- 2001년 《라이방》 - 교통경찰 역
- 2001년 《꽃섬》 - 버스기사 역
- 2001년 《실종》 - 남자 역
- 2002년 《오아시스》 - 부동산사장과 남자들 역
- 2002년 《취화선》 - 고씨 역
- 2002년 《H》 - 배용만 역
- 2003년 《바람난 가족》 - 사고조사 순경 역
- 2004년 《태극기 휘날리며》 - 양 중사 역
- 2004년 《효자동 이발사》 - 낙안 고문요원 역
- 2005년 《나의 결혼 원정기》 - 두식 역
- 2005년 《몽정기 2》 - 에이즈/차성복 역
- 2005년 《옆집 아들》 - 옆집 아빠 역
- 2006년 《한반도》 - 발굴팀장 역
- 2006년 《예의없는 것들》 - 똥무게 역
- 2006년 《각설탕》 - 마천복 역
- 2007년 《마강호텔》 - 카센타 사장 역
- 2007년 《극락도 살인사건》 - 판수 역
- 2007년 《식객》 - 성일 모 새남편 역(우정출연)
- 2008년 《어린 왕자》 - 폴리 실장 역
- 2008년 《무방비 도시》 - 손용수 역
- 2009년 《핸드폰》 - 최 사장 역
- 2009년 《로니를 찾아서》 - 경찰 역(특별출연)
- 2010년 《식객: 김치전쟁》 - 김 국장 역
- 2010년 《귀》 - 국사 선생님 역
- 2010년 《헬로우 고스트》 - 욕상사 역
- 2011년 《달빛 길어올리기》 - 골동품상 주인 역
- 2011년 《기타가 웃는다》 (우정출연)
- 2012년 《부러진 화살》 - 최 위원장 역(우정출연)
- 2012년 《가족시네마》 - 주인 사내 역(특별출연)
- 2013년 《7번방의 선물》 - 정 교도관 역
- 2013년 《모크샤》 - 욕쟁이 남자 역
- 2013년 《분노의 윤리학》 - 전자상가 사장 역
- 2013년 《동창생》 - 복권방 역
- 2014년 《국제시장》 - 영자 아버지 역
- 2016년 《사랑은 없다》 - 최 감독 역
- 2016년 《당신, 거기 있어줄래요》 - 문신 이발소주인 역
- 2018년 《죄 많은 소녀》 - 교장 역
- 2019년 《메기》 - 세탁소 주인 역
- 2020년 《코스모스》 - 주봉 역

### 텔레비전 드라마
- 2006년 KBS2 《KBS 드라마시티 - 누가 4인조를 두려워하랴》 - 춘범 역
- 2008년 MBC 《베토벤 바이러스》 - 김 계장 역
- 2008년 SBS 《떼루아》 - 오춘배 역
- 2009년 KBS2 《청춘예찬》 - 고 선생 역
- 2010년 MBC 《동이》 - 황종구 역
- 2012년 MBC 《해를 품은 달》 - 문지방 역
- 2012년 KBS2 《전우치》 - 최 사령 역
- 2014년~2015년 SBS 《피노키오》 - 버스회사 사장 역 (특별출연)
- 2015년 KBS2 《KBS 드라마 스페셜 - 바람은 소망하는 곳으로 분다》 - 유원술 역
- 2016년 MBC 《옥중화》 - 유종회 역

### 라디오 프로그램
- 2016년 EBS FM 《EBS 책 읽는 라디오 낭독 시리즈》